# Szczepienie ochronne

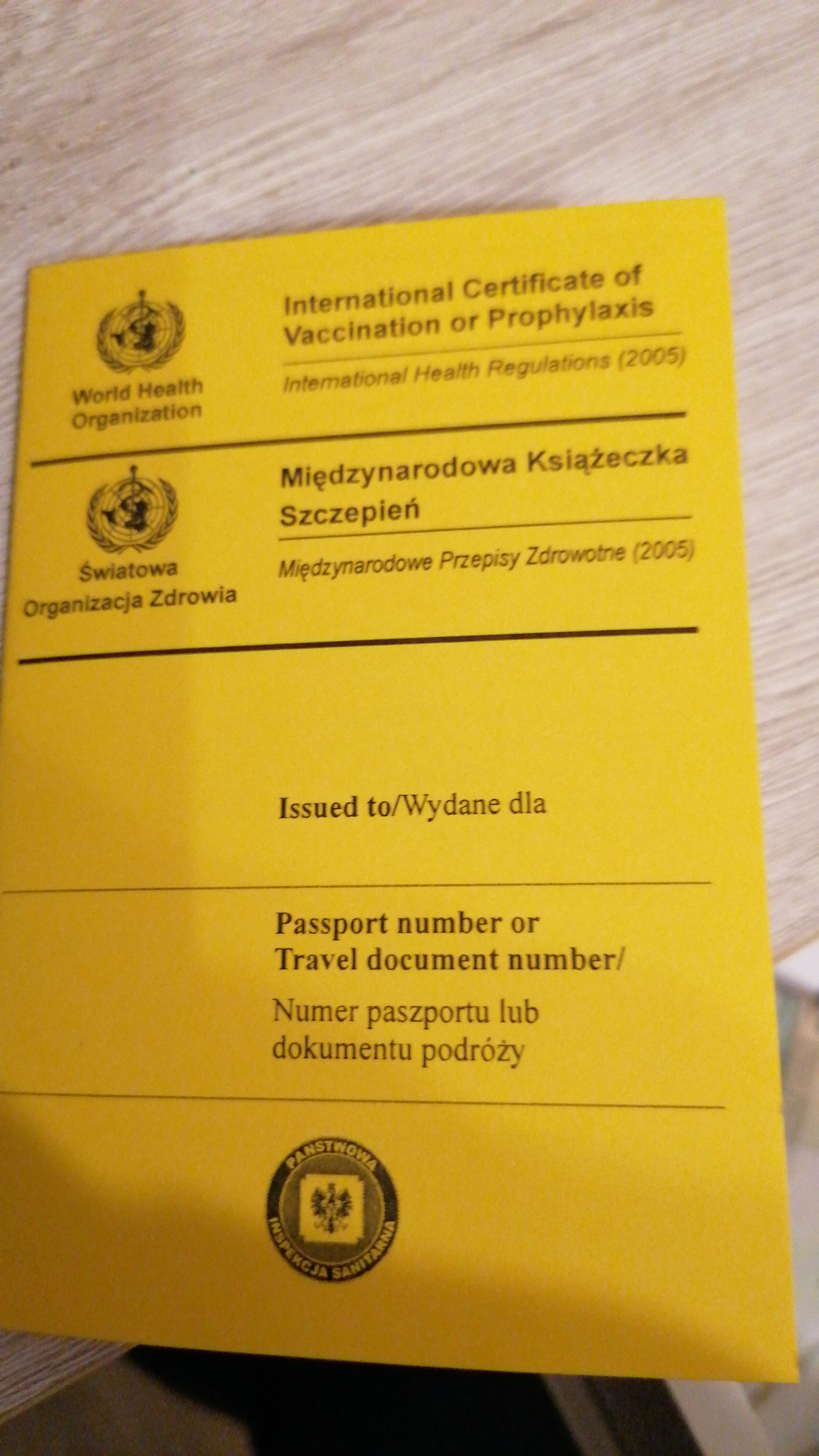
Międzynarodowa Książeczka Szczepień

Szczepienie ochronne – podanie szczepionki przeciw chorobie zakaźnej w celu sztucznego uodpornienia przeciwko tej chorobie. Istnieje przytłaczający konsensus naukowy, że szczepionki są ogólnie bezpieczne i skuteczne. Skuteczność szczepionek i sens szczepień podważają antyszczepionkowcy.

## Fakty dotyczące szczepień
1. Dzięki szczepieniom przeprowadzono prawie całkowitą eradykację wirusa polio[6], ospy prawdziwej[7] czy Haemophilus influenzae[8]. Dane z biuletynów statystycznych Centrum Systemów Informacyjnych Ochrony Zdrowia oraz informacje o historii szczepień przeciwko krztuścowi w Polsce pokazują, że po wprowadzeniu obowiązkowych szczepień zachorowalność na tę chorobę spadła w latach 60/70. i pod koniec lat 80. osiągnęła tysiąckrotnie niższy poziom niż bezpośrednio przed wprowadzeniem szczepień (rok 1960 – w którym wprowadzono szczepienia obowiązkowe). Od początku lat 90. notuje się stopniowy wzrost zachorowalności, lecz przypisuje się go powstaniu na przestrzeni lat zróżnicowania pomiędzy szczepami Bordetella pertussis występującymi w naturze a użytymi do produkcji szczepionek[9][10]. Również 5-milionowy spadek zgonów niemowląt to skutek m.in. rozpowszechnienia szczepień[11].
2. Przed wprowadzeniem obowiązkowych szczepień przeciwko krztuścowi w Polsce na tę chorobę umierało 1000–1500 osób rocznie – głównie dzieci w wieku do 4 lat. W latach 70. liczba ta spadła do 10[9]. Ostatni zgon z powodu krztuśca odnotowano w Polsce w 1991 roku. W 2010 roku w Kalifornii zmarło przeszło 9 osób. Jednocześnie zmieniła się struktura wiekowa chorujących – na krztusiec przestały zapadać małe dzieci, u których powikłania po tej chorobie są znacznie poważniejsze. Z drugiej strony, wiele badań nie znalazło związku między zgonami a szczepieniami przeciwko krztuścowi. Wszelkie zanotowane zgony miały miejsce później niż 7 dni po szczepieniu i prawdopodobnie miały inne przyczyny[12].
3. Obecnie producenci szczepionek starają się eliminować wszelkie potencjalnie problematyczne substancje pomocnicze, takie jak m.in. tiomersal. W 1999 roku Centers for Disease Control and Prevention i Amerykańska Akademia Pediatrów wystąpiły do producentów szczepionek o maksymalne wyeliminowanie związków rtęci, mimo że nie ma żadnych dowodów ich szkodliwości w ilościach stosowanych w szczepionkach[13]. Co więcej, badania epidemiologiczne wykazały, że wycofanie tiomersalu ze szczepionek w różnych krajach nie spowodowało obniżenia częstotliwości autyzmu w późniejszych latach[14]. Dokładne długoterminowe badania również wykazały brak związku pomiędzy szczepieniami a autyzmem[15][16][17][18][19][20]. Oprócz szczepionek DTP[21] i niektórych przeciwko grypie (i to tylko tych rozprowadzanych w fiolkach do wielokrotnego użycia), tiomersal nie jest stosowany w Polscepotrzebne źródło. Argumentację przeciw szczepionkom rozpoczął w 1998 roku Andrew Wakefield w artykule w The Lancet, jednak w 2010 roku przyznał się, że wnioski artykułu nie były spójne z danymi, z powodu wykrytych nieprawidłowości metodologicznych[22].
4. Badania epidemiologiczne potwierdziły, że w warunkach epidemii cholery uzasadnione jest podawanie szczepionki doustnej przeciw cholerze[23].
5. 15 października 1999 roku FDA wycofało w Stanach Zjednoczonych partię szczepionki przeciwko rotawirusom z powodu podejrzenia o wywoływanie wgłobienia jelita[24]. W Polsce natomiast (przykładowo) decyzją Głównego Inspektora Farmaceutycznego Nr 49/WS/2007 wycofano dwie serie szczepionki EUVAX B z powodu zastrzeżeń co do ich jakości. Obydwie decyzje wydane zostały jedynie na podstawie podejrzeń i bez wykazanej naukowo szkodliwości, a jedynie zgodnie z zasadą, że ostrożność w takich przypadkach jest najważniejsza. Zdaniem zwolenników szczepień wykazuje to, że szczepionki i reakcje na szczepienia są pod należytą kontrolą państwową[25].
6. Fałszywe szczepienia były wykorzystywane przez nazistów do masowego skrytobójstwa w ramach Akcja T4[26].